# Ismael Portal
Ismael Portal Espinoza (Lima, 7 de febrero de 1863 - Ib. 3 de julio de 1934) fue un periodista y escritor peruano.

## Biografía
Hijo del doctor Juan Portal y Figueroa, y de Carlota Espinoza y Monterrey. Su padre fue uno de los socios fundadores del Club Nacional en 1855 y senador de la República en varias legislaturas.
Cursó estudios en el Colegio de Mayuri y en el Colegio Inglés; luego ingresó a la Escuela Superior de Comercio.
Al estallar la Guerra del Pacífico, se alistó en uno de los batallones de Reserva, participando en los preparativos de defensa de la capital peruana. Como subteniente del batallón N.º 6, luchó en la batalla de Miraflores. Producida la ocupación de Lima y saqueada por los invasores la Biblioteca Nacional del Perú, muchos manuscritos y libros antiguos fueron rematados a los comerciantes para ser usados como papel de envolver; pero Ismael Portal compró todos los papeles que pudo y la lectura de los mismos le despertaron el interés por los estudios históricos.
En agosto de 1885 se inició en el periodismo como colaborador del diario El Comercio. Colaboró también en los diarios limeños El Tiempo y La Prensa, así como en la revista Actualidades. Fue director del diario católico La Tradición (1918). Se destacó por sus artículos sobre la tauromaquia, usando el seudónimo de «El Duque de Veraguas».
En 1886 empezó su carrera administrativa, donde fue ascendiendo hasta llegar a ser vocal del Tribunal Mayor de Cuentas (1910). Se jubiló en 1918.
En 1921 fue elegido miembro de la Sociedad Americana de Derecho Internacional, por lo que viajó a Estados Unidos para concurrir a la asamblea anual de dicha institución.
Fue miembro del Instituto Histórico del Perú.

## Publicaciones
- La fiesta española en el Perú (1892), sobre las corridas de toros realizadas en el coso de Acho.
- De Iquique a Puerto Caballas (1897), crónica del viaje de Nicolás de Piérola de Chile al Perú para encabezar la revolución contra el presidente Andrés Avelino Cáceres.
- Cuernos históricos (1897). Premio del Concejo Municipal de Lima
- Morir por la patria. José Olaya (1899). Biografía del mártir chorrillano. Premio del Concejo Municipal de Chorrillos. Varias veces reeditada.
- Lima de ayer y hoy (1912)
- Bolognesi y sus hijos (1917 y 1950)
- La Independencia del Perú (1917). Premio del Concejo Municipal de Lima.
- Lecturas históricas comentadas (1918), ensayos históricos sobre Olaya y Bolognesi, que complementan el texto anterior.
- Cosas limeñas. Historia y costumbres (1919)
- Chile ante el árbitro (1924)
- Lima religiosa (1535-1924) (1924)
- Del pasado limeño (1932)